# Bechy (stacja kolejowa)
Bechy (ukr. Бехи) – stacja kolejowa w miejscowości Mychajliwka, w rejonie korosteńskim, w obwodzie żytomierskim, na Ukrainie. Położona jest na linii Kalinkowicze – Szepetówka. Nazwa pochodzi od pobliskiej miejscowości Bechy.